# Campionati europei di nuoto 2012 - Staffetta 4x100 metri misti maschile
La staffetta 4x100 m misti maschile degli Europei 2012 è stata disputata il 27 maggio 2012 e vi hanno partecipato 17 nazionali. Le batterie si sono svolte al mattino e la finale il pomeriggio dello stesso giorno.

## Podio
| Pos.    | Nazione  | Atleti |
| ------- | -------- | --- |
| Oro     | Italia   | Mirco Di Tora Fabio Scozzoli Matteo Rivolta Filippo Magnini Matteo Milli* Mattia Pesce* Piero Codia* Andrea Rolla* |
| Argento | Germania | Helge Meeuw Christian vom Lehn Steffen Deibler Marco Di Carli Christian Diener* Dimitri Colupaev*                  |
| Bronzo  | Ungheria | Péter Bernek Dániel Gyurta László Cseh Dominik Kozma Bence Pulai*                                                  |

## Record
Prima della manifestazione il record del mondo (RM), il record europeo (EU) e il record dei campionati (RC) erano i seguenti.
| Record mondiale       | 3'27"28 | Stati Uniti | 2 agosto 2009 Roma      |
| Record europeo        | 3'28"58 | Germania    | 2 agosto 2009 Roma      |
| Record dei campionati | 3'31"32 | Francia     | 15 agosto 2010 Budapest |

## Risultati

### Batterie
| Pos. | Nazione     | Atleti | Tempo   | Batteria | Corsia | Note |
| ---- | ----------- | --- | ------- | -------- | ------ | ---- |
| 1    | Germania    | Christian Diener (55"27) Christian vom Lehn (1'00"98) Steffen Deibler (51"71) Dimitri Colupaev (48"70)               | 3'36"66 | 3        | 2      | Q    |
| 2    | Ungheria    | Péter Bernek (55"15) Dániel Gyurta (1'00"24) Bence Pulai (52"39) Dominik Kozma (49"16)                               | 3'36"94 | 3        | 6      | Q    |
| 3    | Russia      | Vitaly Borisov (55"15) Kirill Strelnikov (1'00"63) Nikita Konovalov (52"44) Oleg Tikhobaev (49"25)                   | 3'37"47 | 2        | 4      | Q    |
| 4    | Israele     | Yakov-Yan Toumarkin (54"97) Imri Ganiel (1'00"95) Alon Mandel (53"10) Nimrod Shapira Bar-Or (49"02)                  | 3'38"04 | 2        | 2      | Q    |
| 5    | Francia     | Benjamin Stasiulis (55"17) Hugues Duboscq (1'00"97) Romain Sassot (52"97) Medhy Metella (49"22)                      | 3'38"33 | 1        | 7      | Q    |
| 6    | Grecia      | Aristeidis Grigoriadis (54"73) Panagiotis Samildis (1'01"15) Stefanos Dimitriadis (53"92) Kristian Gkolomeev (48"73) | 3'38"53 | 3        | 7      | Q    |
| 7    | Italia      | Matteo Milli (55"43) Mattia Pesce (1'01"10) Piero Codia (52"96) Andrea Rolla (49"10)                                 | 3'38"59 | 3        | 3      | Q    |
| 8    | Bielorussia | Pavel Sankovič (55"35) Viktar Vabishchevich (1'02"59) Yauhen Tsurkin (52"28) Arseni Kukharau (49"43)                 | 3'39"65 | 2        | 5      | Q    |
| 9    | Svezia      | Simon Sjödin (55"82) Johannes Skagius (1'01"96) Lars Frölander (52"73) Petter Stymne (49"18)                         | 3'39"69 | 1        | 3      |      |
| 10   | Polonia     | Radosław Kawęcki (54"53) Dawid Szulich (1'02"04) Michal Poprawa (53"56) Filip Wypych (49"67)                         | 3'39"80 | 3        | 5      |      |
| 11   | Portogallo  | Pedro Oliveira (56"21) Carlos Esteves Almeida (1'01"68) Simão Morgado (52"28) Tiago Venâncio (50"02)                 | 3'40"19 | 3        | 4      |      |
| 12   | Norvegia    | Lavrans Solli (54"98) Aleksander Hetland (1'01"41) Sindri Þór Jakobsson (54"15) Gard Kvale (50"03)                   | 3'40.57 | 1        | 2      |      |
| 13   | Austria     | Markus Rogan (55"70) Hunor Mate (1'02"49) Dinko Jukić (52"23) Martin Spitzer (50"16)                                 | 3'40"58 | 1        | 4      |      |
| 14   | Rep. Ceca   | Martin Baďura (56"47) Petr Bartůněk (1'02"15) Jan Šefl (53"58) Martin Verner (48"84)                                 | 3'41"04 | 2        | 7      |      |
| 15   | Estonia     | Andres Olvik (55"81) Martti Aljand (1'01"89) Martin Liivamägi (53"72) Pjotr Degtjarjov (49"64)                       | 3'41"06 | 1        | 5      |      |
| 16   | Svizzera    | Jonathan Massacand (55"75) Yannick Käser (1'01"83) Nico van Duijn (53"22) Flori Lang (50"35)                         | 3'41"15 | 2        | 6      |      |
| 17   | Lituania    | Matas Andriekus (57"02) Vaidotas Blažys (1'03"46) Edgaras Štura (56"25) Mindaugas Sadauskas (49"89)                  | 3'46"62 | 1        | 6      |      |
| -    | Serbia      | | -       | 2        | 3      | DNS  |

### Finale
| Pos.    | Nazione     | Atleti | Tempo   | Corsia | Note |
| ------- | ----------- | --- | ------- | ------ | ---- |
| Oro     | Italia      | Mirco Di Tora (54"40) Fabio Scozzoli (59"38) Matteo Rivolta (51"24) Filippo Magnini (47"78)                          | 3'32"80 | 1      |      |
| Argento | Germania    | Helge Meeuw (54"52) Christian vom Lehn (1'00"21) Steffen Deibler (51"74) Marco Di Carli (47"94)                      | 3'34"41 | 4      |      |
| Bronzo  | Ungheria    | Péter Bernek (54"79) Dániel Gyurta (59"33) László Cseh (51"88) Dominik Kozma (48"57)                                 | 3'34"57 | 5      |      |
| 4       | Francia     | Benjamin Stasiulis (55"11) Hugues Duboscq (1'00"71) Romain Sassot (51"79) Alain Bernard (47"80)                      | 3'35"41 | 2      |      |
| 5       | Russia      | Vitaly Borisov (54"80) Kirill Strelnikov (1'00"17) Nikita Konovalov (52"16) Vitaly Syrnikov (48"88)                  | 3'36"01 | 3      |      |
| 6       | Grecia      | Aristeidis Grigoriadis (54"13) Panagiotis Samildis (1'00"91) Stefanos Dimitriadis (53"58) Kristian Gkolomeev (48"62) | 3'37"24 | 7      |      |
| 7       | Israele     | Yakov-Yan Toumarkin (54"67) Imri Ganiel (1'00"88) Alon Mandel (52"65) Nimrod Shapira Bar-Or (49"57)                  | 3'37"77 | 6      |      |
| 8       | Bielorussia | Pavel Sankovič (54"95) Viktar Vabishchevich (1'03"11) Yauhen Tsurkin (53"47) Arseni Kukharau (49"64)                 | 3'41"17 | 8      |      |